# Letland op de Olympische Zomerspelen 1992
Letland nam deel aan de Olympische Zomerspelen 1992 in Barcelona, Spanje. Er werden drie medailles gewonnen, 2 zilveren en 1 bronzen. 

## Medailleoverzicht
| Sport       | Olympiër(s)       | Onderdeel               | Medaille |
| ----------- | ----------------- | ----------------------- | -------- |
| Kanovaren   | Ivans Klementjevs | C-1 1000m (m)           | Zilver   |
| Schietsport | Afanasijs Kuzmins | 25m snelvuurpistool (m) | Zilver   |
| Wielersport | Dainis Ozols      | wegwedstrijd (m)        | Brons    |

## Deelnemers en resultaten

### Atletiek
| Olympiër             | Discipline               | Resultaat | Prestatie                                                                      |
| -------------------- | ------------------------ | --------- | ------------------------------------------------------------------------------ |
| Igors Kazanovs       | 110m horden (m)          | 11e       | serie 3: 4de in 13,88 kwartfinale 2: 4de in 13,76 halve finale 1: 6de in 13,66 |
| Māris Bružiks        | hink-stap-springen (m)   | 10e       | kwalificatie: 9de met 16,94m finale: 10de met 16,80m                           |
| Aleksandrs Obižājevs | polsstokhoogspringen (m) | DNF       | kwalificatie groep B: geen geldige poging                                      |
| Mārcis Štrobinders   | speerwerpen (m)          | 19e       | kwalificatie groep B: 10de met 76,32m                                          |
|                      |                          |           |                                                                                |
| Anita Klapote        | 10000m (v)               | DNF       | niet gefinisht                                                                 |
| Valentīna Gotovska   | hoogspringen (v)         | 13e       | kwalificatie groep B: 4de met 1,92m finale: 13de met 1,83m                     |
| Ilga Bērtulsone      | discuswerpen (v)         | 19e       | kwalificatie groep A: 10de met 58,92m                                          |

### Boksen
| Olympiër         | Discipline | Resultaat | Prestatie                                                                            |
| ---------------- | ---------- | --------- | ------------------------------------------------------------------------------------ |
| Igors Šaplavskis | -71kg (m)  | 5e        | 1ste ronde: vrij 2de ronde: W van TAN Marwa: 14-8 kwartfinale: V van CUB Lemus: 2-12 |

### Gewichtheffen
| Olympiër             | Discipline | Resultaat | Prestatie                                                        |
| -------------------- | ---------- | --------- | ---------------------------------------------------------------- |
| Aleksandrs Žerebkovs | -75kg (m)  | 14e       | trekken: 10de met 150kg stoten: 21ste met 175kg totaal: 325kg    |
| Raimonds Bergmanis   | -110kg (m) | 14e       | trekken: 15de met 162,5kg stoten: 13de met 200kg totaal: 362,5kg |

### Judo
| Olympiër          | Discipline | Resultaat | Prestatie                                        |
| ----------------- | ---------- | --------- | ------------------------------------------------ |
| Vsevolods Zeonijs | -65kg (m)  | 24e       | 1ste ronde: vrij 2de ronde: V van KOR Kim: ippon |
| Vadims Voinovs    | -95kg (m)  | 21e       | 1ste ronde: vrij 2de ronde: V van EUN Sergeyev   |

### Kanovaren
| Olympiër             | Discipline    | Resultaat | Prestatie                                                                     |
| Slalom               | Slalom        | Slalom    | Slalom                                                                        |
| -------------------- | ------------- | --------- | ----------------------------------------------------------------------------- |
| Dzintra Blūma        | K-1 (v)       | 24e       | voorronde: 20ste in 160,83 finale: 24ste in 160,83                            |
| Sprint               |               |           |                                                                               |
| Jefimijs Klementjevs | C-1 500m (m)  | 11e       | serie 3: 3de in 1.56,53 halve finale 1: 6de in 1.56,96                        |
| Ivans Klementyev     | C-1 1000m (m) | Zilver    | serie 1: 3de in 4.03,82 halve finale 1: 3de in 4.04,12 finale: 2de in 4.06,60 |

### Moderne vijfkamp
| Olympiër                                                      | Discipline      | Resultaat | Prestatie    |
| ------------------------------------------------------------- | --------------- | --------- | ------------ |
| Stanislavs Dobrotovskis                                       | individueel (m) | 52e       | 4796 punten  |
| Vjačeslavs Duhanovs                                           | individueel (m) | 64e       | 3803 punten  |
| Kirils Medjancevs                                             | individueel (m) | 26e       | 5154 punten  |
| Stanislavs Dobrotovskis Vjačeslavs Duhanovs Kirils Medjancevs | team (m)        | 17e       | 13753 punten |

### Roeien
| Olympiër                   | Discipline      | Resultaat | Prestatie |
| -------------------------- | --------------- | --------- | --- |
| Uģis Lasmanis              | skiff (m)       | 9e        | serie 2: 5de in 7.14,61 herkansingen: 2de in 7.03,27 halve finale 2: 5de in 7.10,69 finale B: 3de in 7.01,54 |
|                            |                 |           | |
| Liene Sastapa Gunta Lamasa | twee-zonder (v) | 11e       | serie 2: 2de in 8.04,79 halve finale 2: 5de in 7.37,18 finale B: 5de in 7.33,72                              |

### Schietsport
| Olympiër          | Discipline              | Resultaat | Prestatie                                                                                              |
| ----------------- | ----------------------- | --------- | --- |
| Afanasijs Kuzmins | 25m snelvuurpistool (m) | Zilver    | kwalificatie: 5de met 590 punten (297-293) halve finale: 3de met 785 punten finale: 2de met 882 punten |
|                   |                         |           | |
| Boriss Timofejevs | skeet                   | 11e       | kwalificatie: 10de met 148 punten halve finale: 11de met 197 punten                                    |

### Tennis
| Olympiër                          | Discipline     | Resultaat | Prestatie                                                                            |
| --------------------------------- | -------------- | --------- | ------------------------------------------------------------------------------------ |
| Agnese Blumberga                  | enkelspel (v)  | 17e       | 1ste ronde: W van GRE Papadáki: 4-6, 6-1, 6-2 2de ronde: V van RSA Coetzer: 2-6, 4-6 |
| Larisa Savchenko                  | enkelspel (v)  | 33e       | 1ste ronde: V van BUL Maleeva: 6-7, 2-6                                              |
| Agnese Blumberga Larisa Savchenko | dubbelspel (v) | 17e       | 1ste ronde: V van AUT Ritter/Wiesner: 4-6, 7-5, 3-6                                  |

### Wielersport
| Olympiër      | Discipline       | Resultaat | Prestatie |
| Baan          | Baan             | Baan      | Baan |
| ------------- | ---------------- | --------- | --- |
| Ainārs Ķiksis | sprint (m)       | 9e        | kwalificatie: 8ste in 10,749 serie 8: 2de herkansingen: W van RSA Bloch herkansingen 2: 2de 2de ronde serie 1: 2de herkansingen: V van ARG Lovito |
| Ingus Veips   | tijdrit (m)      | 11e       | 1.06,074 |
| Ingus Veips   | puntenkoers (m)  | 28e       | serie 2: 14de met 10 punten |
| Weg           |                  |           | |
| Dainis Ozols  | wegwedstrijd (m) | Brons     | 4:35.24 |
| Arvis Piziks  | wegwedstrijd (m) | 8e        | 4:35.56 |
| Arnolds Ūdris | wegwedstrijd (m) | 53e       | 4:35.56 |

### Worstelen
| Olympiër       | Discipline  | Resultaat   | Prestatie                                                                                     |
| Vrije stijl    | Vrije stijl | Vrije stijl | Vrije stijl                                                                                   |
| -------------- | ----------- | ----------- | --------------------------------------------------------------------------------------------- |
| Eduards Žukovs | -62kg (m)   | 11e         | groep B: 6de W van AUS Ilhan V van POL Grzywiński V van IRI Mohammadian V van PUR Nieves: 1-6 |

### Zeilen
| Olympiër     | Discipline        | Resultaat | Prestatie                                    |
| ------------ | ----------------- | --------- | -------------------------------------------- |
| Ansis Dāle   | lechner A-390 (m) | 29e       | 287 punten: (24-23-DNF-27-35-13-26-32-21-32) |
|              |                   |           |                                              |
| Ilona Dzelme | lechner A-390 (v) | 21e       | 223 punten: (21-22-19-20-17-22-19-20-19-12)  |

### Zwemmen
| Olympiër         | Discipline           | Resultaat | Prestatie             |
| ---------------- | -------------------- | --------- | --------------------- |
| Artūrs Jakovļevs | 100m vlinderslag (m) | 33e       | serie 9: 7de in 55,95 |

Albanië · Algerije · Amerikaanse Maagdeneilanden · Amerikaans-Samoa · Andorra · Angola · Antigua en Barbuda · Argentinië · Aruba · Australië · Bahama's · Bahrein · Bangladesh · Barbados · België · Belize · Benin · Bermuda · Bhutan · Bolivia · Bosnië en Herzegovina · Botswana · Brazilië · Britse Maagdeneilanden · Bulgarije · Burkina Faso · Canada · Centraal-Afrikaanse Republiek · Chili · China · Chinees Taipei · Colombia · Congo-Brazzaville · Cookeilanden · Costa Rica · Cuba · Cyprus · Denemarken · Djibouti · Dominicaanse Republiek · Duitsland · Ecuador · Egypte · El Salvador · Equatoriaal-Guinea · Estland · Ethiopië · Fiji · Filipijnen · Finland · Frankrijk · Gabon · Gambia · Gezamenlijk team · Ghana · Grenada · Griekenland · Groot-Brittannië · Guam · Guatemala · Guinee · Guyana · Haïti · Honduras · Hongarije · Hongkong · Ierland · IJsland · India · Indonesië · Irak · Iran · Israël · Italië · Ivoorkust · Jamaica · Japan · Jemen · Jordanië · Kaaimaneilanden · Kameroen · Kenia · Koeweit · Kroatië · Laos · Lesotho · Letland · Libanon · Libië · Liechtenstein · Litouwen · Luxemburg · Madagaskar · Malawi · Malediven · Maleisië · Mali · Malta · Marokko · Mauritanië · Mauritius · Mexico · Monaco · Mongolië · Mozambique · Myanmar · Namibië · Nederland · Nederlandse Antillen · Nepal · Nicaragua · Nieuw-Zeeland · Niger · Nigeria · Noord-Korea · Noorwegen · Oeganda · Oman · Oostenrijk · Pakistan · Panama · Papoea-Nieuw-Guinea · Paraguay · Peru · Polen · Portugal · Puerto Rico · Qatar · Roemenië · Rwanda · Saint Vincent‑Grenadines · Salomonseilanden · Samoa · San Marino · Saoedi-Arabië · Senegal · Seychellen · Sierra Leone · Singapore · Slovenië · Soedan · Spanje · Sri Lanka · Suriname · Swaziland · Syrië · Tanzania · Thailand · Togo · Tonga · Trinidad en Tobago · Tsjaad · Tsjecho-Slowakije · Tunesië · Turkije · Uruguay · Vanuatu · Venezuela · Verenigde Arabische Emiraten · Verenigde Staten · Vietnam · Zaïre · Zambia · Zimbabwe · Zuid-Afrika · Zuid-Korea · Zweden · Zwitserland · Onafhankelijke olympische deelnemers